# Cos-B

Instrumenten van Cos-B.

Cos-B was de eerste satelliet van de European Space Research Organisation (ESRO; nu ESA) die gelanceerd is om bronnen van gammastraling in het heelal waar te nemen. De Cos-B missie werd voorgesteld in het midden van de jaren '60 en in 1969 werd door de ESRO council tot de missie besloten. De satelliet met een detector voor gammastraling werd gelanceerd door NASA vanaf de Western Test Range op 9 augustus 1975. De missie werd afgebroken op 25 april 1982, nadat de satelliet meer dan 6,5 jaar operationeel was geweest (4 jaar langer dan gepland). De hoeveelheid gegevens op het gebied van gammastralingastronomie nam toe met een factor 25. Onder de wetenschappelijke resultaten waren de 2CG Catalogus met ongeveer 25 bronnen van gammastraling en een kaart van de Melkweg. De satelliet heeft ook de Röntgendubbelster Cygnus X-3 waargenomen.